# Carl Ernst Eberhard Benda
Carl Ernst Eberhard Benda (getauft 9. April 1764 in Gotha; † 11. Januar 1824 in Berlin) war ein deutscher Schauspieler und Sänger und das jüngste Kind des Komponisten Georg Anton Benda.

## Leben

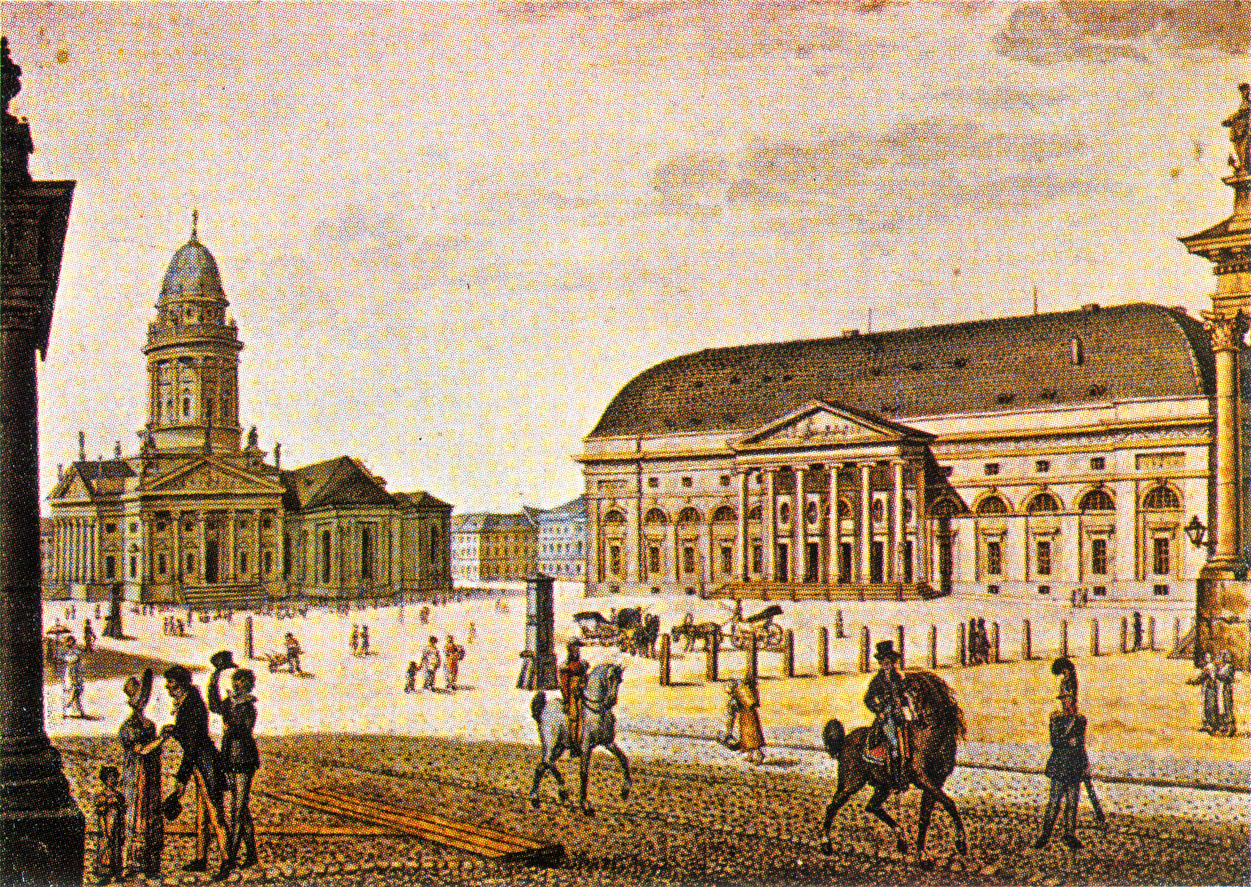
Theater am Gendarmenmarkt, Berlin, Gemälde von Friedrich August Calau, ca. 1815

Nachdem Carl E. E. Benda seine Mutter mit vier Jahren verloren hatte, wurde er in Gotha von seiner Tante, der Sängerin Anna Franziska Benda (1728–1781), verheiratet mit dem Violinisten Dismas Hataš, erzogen. Etwa 1782 kam er zu seinem ältesten Bruder, dem Violinisten und Komponisten Friedrich Ludwig Benda (1752–1792), nach Ludwigslust. Danach ging er nach Berlin zu seinem Bruder Heinrich („Henrici“) Benda (* 1754; † vor 1806), Violinist und Gastwirt, welcher die Witwe des Gasthausbesitzers Johann Ludwig Döbbelin, Bruder des Schauspielers und Theaterdirektors Karl Theophil Döbbelin, geheiratet hatte. Sie wohnten alle in der Behrenstraße, wo Karl Döbbelin das Döbbelinsche Theater gegründet hatte. Hier debütierte Carl E. E. Benda 1785 als Fritz im Lustspiel Der Hofmeister von Heinrich Gottfried Reichard (nach Carlo Goldoni) und war später ein beständiges Mitglied des Berliner Hoftheaters bzw. des Königlichen Nationaltheaters.
Zu den Taufpaten seiner sechs Kinder, die in Kinderrollen auftraten, gehörten die damals bekannten Ensemblemitglieder Ferdinand Fleck, Henriette Baranius, August Wilhelm Iffland, Johanna Henriette Eunicke (spätere Henriette Hendel-Schütz). Zwei Töchter wurden von Iffland ausgebildet und etwa 1803 an das Breslauer Theater vermittelt: Sophia Carolina Benda (1787–1844) sowie Louisa Wilhelmina Justina Benda (* 1798). Für 1824 wurde in Wolfenbüttel ein „Musikus“ Joseph Benda festgestellt, dessen angegebenes Alter dem Sohn George Joseph Ferdinand Benda entspricht; Konzertmeister Joseph Benda war als Onkel Taufpate der jüngeren Kinder von Carl E. E. Benda.
Nachdem Georg Anton Benda am 6. November 1795 in Köstritz verstorben war, ersteigerte Carl E. E. Benda dort im Auftrage seiner noch lebenden Geschwister den Großteil des väterlichen Nachlasses, sodass die wichtigsten Musikalien im Besitz der engeren Familie verbleiben konnten.

## Familie
Vier Geschwister von Carl E. E. Benda konnten ebenfalls Karriere auf deutschen Bühnen machen:
- Friedrich Ludwig Benda (1752–1792), Violinist und Komponist, zuletzt in Königsberg.
- Heinrich Benda (1754–vor 1806), Violinist zunächst ebenfalls bei der Seylerschen Gesellschaft, später am Döbbelinschen Theater in Berlin.
- Catharina Justina (Justel) Benda (1757–1815), verwitwete Zimdar, verheiratete Blanchard, Schauspielerin und Sängerin, in Hamburg, Schleswig, zuletzt viele Jahre in Breslau.
- Hermann Christian Benda (1759–1805), Sänger und Schauspieler, in Hamburg, Berlin, zuletzt viele Jahre am Hoftheater Weimar unter Goethe.